# Parves
Parves korábbi község (település) Franciaországban, Ain megyében. 2016. január 1-jén Nattages községgel egyesült és delegált községként Parves et Nattages új község része lett.
Lakosainak száma 357 fő (2018. január 1.). Parves Belley, Magnieu, Massignieu-de-Rives, Nattages és Virignin községekkel határos.

## Népesség
A település népességének változása:
| Lakosok száma | 166  | 152  | 249  | 286  | 333  | 342  | 370  | 371  | 356  | 357  |
|               | 1962 | 1968 | 1982 | 1990 | 2006 | 2008 | 2013 | 2015 | 2017 | 2018 |